# Valentí Berriotxoa
Valentí Berriotxoa OP (14 de febrer de 1827, Elorrio, Biscaia - † 1861, Hai Duong, Vietnam) és un sant dominic espanyol, missioner i bisbe màrtir al Vietnam i considerat com segon patró de Biscaia i de la diòcesi de Bilbao. Fou beatificat el 1988.

## Biografia
Fill de Juan Isidro de Berriotxoa i de María Mónica Arizti, el batejaren a l'església parroquial d'Elorrio amb el nom de Valentín Faustino.
Amb divuit anys entrà de seminarista a Logronyo, perquè en aquell temps Elorrio pertanyia a la diòcesi de Calahorra. El 1848 hagué de suspendre els estudis i tornar a Elorrio per atendre les necessitats econòmiques de la família. Pogué tornar al seminari i fou ordenat finalment sacerdot el 1851.
El 1854 professà a l'Orde de Predicadors al convent d'Ocaña. El 1856 fou destinat a les missions a Àsia. Viatjà a Manila, que aleshores pertanyien a la monarquia espanyola, i d'allà a les missions de Tonquín, a la part nord de l'actual Vietnam. En aquell moment el rei Tu-Duc perseguia sanguinàriament els missioners que vivien amagats en coves i barraques per considerar que actuaven en connivència amb els governs europeus perquè aquests ocupessin i colonitzessin el seu regne. El vicari apostòlic José María Díaz Sanjurjo, un sacerdot i un catequista indígenes havien estat ja decapitats, i s'havien destruït i cremat les poques esglésies i col·legis que s'havien aconseguit construir.
El 25 de desembre del 1857 fou nomenat bisbe titular de Centúria i coadjutor del nou vicari apostòlic, Melchor García Sampedro, el qual va succeir després del seu martiri, el 28 de juliol del 1858. Valentí pogué desenvolupar el seu ministeri únicament durant tres anys amb moltes dificultats fins que el 1861, durant una persecució contra els cristians a la zona del seu vicariat, fou denunciat i detingut.
Van traslladar-lo a la capital provincial, Hai Duong, en l'interrogatori només li preguntaren pel seu nom, quant de temps feia que era al país (quatre anys), on vivia (a Biu Chu), si havia tingut relació amb els rebels del 1858 (que no i que havia aconsellat que ningú prengués les armes), i si coneixia el bisbe Lien (Jerónimo Hermosilla, que sí). Disposà el tribunal que fossin tancats en gàbies petites individuals on només poguessin estar a la gatzoneta. Allà trobà, també en gàbies semblants, els altres companys presos anteriorment. A poca distància hi havia un reu condemnat a mort pels seus crims. Tingueren encara un nou interrogatori en què se'ls demanava que reneguessin de la fe cristiana. Davant la negativa, eren condemnats a mort. L'execució de Berriotxoa es dugué a terme per decapitació l'1 de novembre del 1861. Les seves restes foren traslladades al País Basc i reposen actualment a l'església d'Elorrio.
Fou beatificat el 1905 i canonitzat el 1988 juntament amb uns altres 116 màrtirs del Vietnam.